# 사쓰마국

사쓰마 국

사쓰마국(일본어: 薩摩国 사쓰마노쿠니[*])는 사이카이도에 있던 일본의 옛 구니이다. 현재의 가고시마현 서부에 해당한다. 삿슈(薩州)라고도 한다.
헤이조쿄나 다자이후의 목간에는 薩麻国)라는 표기도 보인다.
다이호 2년(702년), 휴가국(日向国)으로부터 하야토국(唱更国)이 분리되어 설치되었다. 《속일본기》에 사쓰마와 다네를 정벌했다는 기사가 있어, 하야토국과 다네국의 설치를 나타낸다고 생각된다.
하야토국은 수년 후에 사쓰마국(薩麻国)으로 바뀌었다. 8세기 중반 이후의 어느 시점엔가 한자를 薩摩国으로 고쳤다.

## 군
- 이즈미군(出水郡)
- 다키 군 (가고시마 현)(일본어판)(高城郡)
- 사쓰마군(薩摩郡)
- 이사군(일본어판)(伊佐郡)
- 고시키지마군(일본어판)(甑島郡)
- 히오키군(일본어판)(日置郡)
- 이자쿠 군(伊作郡)
- 아타군(일본어판)(阿多郡)
- 다니야마군(일본어판)(谿山郡)
- 가와나베군(일본어판)(河辺郡)
- 기이레군(일본어판)(給黎郡)
- 이부스키군(일본어판)(揖宿郡)
- 에이군(일본어판)(頴娃郡)
- 가고시마군(鹿児島郡)

## 같이 보기
- 사쓰마번